# Alena Ehrenbold
Alena Ehrenbold (* 1983) ist eine Schweizer Profisurferin, Schweizer Meisterin im Wellenreiten und Filmregisseurin.

## Werdegang
Alena Ehrenbold wuchs in Luzern auf. Sie schloss ihren Master in Wirtschaft an der Universität Zürich mit einem Semesterpreis ab und erlangte das Lehrdiplom. Mit 21 Jahren stand sie das erste Mal auf einem Surfbrett. Seit 2009 gehört Ehrenbold der Schweizer Surf-Nationalmannschaft an. 2010 gewann sie die Schweizer Meisterschaften. 2013, 2015, 2018 und 2019 wurde sie Vize-Schweizer-Meisterin. 2019 war sie dabei im zweiten Monat schwanger.
2015 gab Ehrenbold ihren Beruf als Gymnasiallehrerin auf und wurde Profi-Surferin. Sie reiste mit ihrem Surfbrett um die Welt, surft, schreibt Artikel für Zeitungen und Magazine und produziert Surf-Filme. Ehrenbold ist nicht primär Wettkampf-Surferin, sondern Free-Surferin. Das bedeutet, sie wird für Werbekampagnen oder als Model im Surfbereich gebucht.
2014 produzierte sie den Surffilm «I wanna surf». 2016 war sie Produzentin und Regisseurin beim Film «Blue Road». 2018 erschien ihr Kurzfilm «TAN» über den französischen Surfer Robin Goffinet, bei dem sie Regie führte und das Skript schrieb.
2019 gründete sie das erste Schweizer Surf Film Festival.
Ehrenbold lebt mit ihrem Partner und zwei Söhnen in Luzern.

## Erfolge
- 2019: 2. Platz Swiss Surfing Championship[8]
- 2018: 2. Platz Swiss Surfing Championship[9]
- 2015: 2. Platz Swiss Surfing Championship[10]
- 2013: 2. Platz Swiss Surfing Championship[11]
- 2011: 3. Platz Swiss Surfing Championship[11]
- 2010: 1. Platz Swiss Surfing Championship[11]